# Albert Mokeyev
Albert Mokeyev (Vladimir (cidade), 4 de janeiro de 1936 - Moscou, 27 de fevereiro de 1969) foi um pentatleta soviético, campeão olímpico. 

## Carreira
Albert Mokeyev representou seu país nos Jogos Olímpicos de 1964, na qual conquistou a medalha de ouro, por equipes e bronze no individual, em 1964. 